# Ligne de Lunéville à Sélestat
Pour les articles homonymes, voir Ligne 23.

## Description
La ligne 23 (numérotation SNCF), de Lunéville à Sélestat, est la réunion de la liaison initiée par la Compagnie des chemins de fer de l'Est de Lunéville à Saint-Dié et de la liaison transvosgienne liant Saint-Dié à Sélestat.
Elle reliait Nancy à la plaine d'Alsace en desservant au passage les sous-préfectures de Saint-Dié et Sélestat.
La dénomination « ligne 23 » désignait, au temps de la Compagnie de l'Est, une tout autre ligne : Barisey-la-Côte - Mirecourt.
Aujourd'hui, la liaison ferroviaire est rompue, le tunnel de Sainte-Marie-aux-Mines étant devenu un tunnel routier.

## sources
- Le Pays Lorrain, vol. 21, p.110, ed. Société d'archéologie lorraine et du Musée historique lorrain, 1929.
- H. Lartilleux, Géographie universelle des transports,vol. 1, éd. Librairie Chaix, 1946
- L'Aventure du Train en Lorraine, Les cahiers de L'Est Républicain, 2007.